# Крымские татары в Турции
Крымские татары в Турции (крымскотат. Türkiyedeki Qırımtatar diasporası, тур. Türkiye'deki Kırım Tatarları) — часть граждан и жителей Турции, которые являются крымскими татарами или происходят от них. До XX века крымские татары иммигрировали из Крыма в Турцию тремя волнами: первая волна возникла после присоединения Крыма к Российской империи в 1783 году, вторая — после Крымской войны 1853—1856 годов и третья — после Русско-турецкой войны 1877—1878 годов.

## История крымскотатарской диаспоры в Турции
Феномен крымскотатарской эмиграции и формирования диаспоры крымских татар в Османской империи — уникальное явление среди подобного рода в мировой истории по меньшей мере в двух аспектах:
- в количественном измерении — «демографический крымскотатарский ресурс» в современной Турции в количественном отношении на порядок превосходит тот, что имеется на исторической родине — в Крыму.
- в качественном (интеллектуальном) измерении — участие крымских татар в общественно-политической, экономической, культурной и образовательной жизни Османской империи и Турции имело важное, а иногда и решающее, значение в их развитии.

### Крымскотатарская диаспора в Османской империи
Участие крымских татар в общественно-политической и культурной жизни Османской империи не ограничивается непосредственно османским периодом в истории Крымского ханства, длившегося с 1475 по 1774 год. Контакты между ханством и Османской империей существовали как до взятия Кафы — в течение XIV—XV веков — так и после подписания между Российской и Османской империями Кючук-Кайнарджийского мирного договора — до двадцатых годов XX века. В результате, сотни крымских татар и их потомков, так или иначе оставили заметный след в истории самой Османской империи.
Более того, политика правительства Российской империи к присоединённому Крыму приводила к непрерывному нарастанию потока крымский мигрантов в Турцию: особенно, в период с конца XVIII до 20-х годов XX века. За этот период Крым покинули по меньшей мере 1 800 000 человек. Крымские татары и их потомки стали играть весьма значительную роль в общественно-политической, экономической и культурной жизни Османской империи: они занимали высокие посты в правительстве и ряд ключевых должностей в структуре государственного управления; получали широкую известность в научной сфере, образовании, литературе и искусстве Турции.
В целом крымскотатарский диаспору, исследователи разделяли на следующие группы:
- представители руководящего аппарата различных государственных, административно-политических, финансовых и судебных ведомств, как в центре (включая центральное правительство), так и в провинциях;
- высшее руководство османского исламского духовенства;
- представители управленческого аппарата различных дворцовых служб султанов;
- высокопоставленные чиновники военных ведомств и полководцы;
- сановники различных представительных органов;
- деятели науки, образования, литературы и искусства.

### Крымские татары в органах управления Османской империи
Крымские татары имели широкое представительство в органах управления Османской империей: в первую очередь, это выражалось в присутствии «крымчаков» в Султанском Диване (Диван-и Хумаюн), а также в составе иных властных структур, выполнявших управленческие функции. В частности, садразам Ахмед Тевфика-паша — последний османский великий визирь — четыре раза возглавлял кабинет министров, причем трижды — в наиболее сложное для государства время: после поражения в Первой мировой войне, между 1918 и 1922 годами.
Татары занимали и другие влиятельные должности: среди них были нишанджы — хранители султанской печати (Мехмед Саид Халет-эфенди), кадиаскера Анатолии, дефтердара (казначеи, министры финансов), «министры иностранных дел». Крымские татары присутствовали среди глав различных финансовых ведомств — назир, вакуфов и т. п. — а также среди высших чиновников таможенных и налоговых ведомств.
Многие этнические татары занимали должности губернаторов (бейлербей, вали) различных провинций (эялет) и крупных областей (санджаков) Османской империи. Выходцы из Крыма в разное время руководили более чем тридцатью османскими провинциями: Кефе, Тунис, Озю (Очаков), Босния, Салоники, Скопье, Призрен, Крит, Адана, Трабзон, Хиджаз, Тирхала, Стамбул, Анкара, Румелия, Мараш, Шаразор, Силистра, Ниш, Кюстендил, Видин, Джаник, Измит, Нигболу, Кайсери и другими.
Среди крымских татар были и главы различных османских представительных органов: в частности, Высшего совета юстиции, Государственного совета (Шура-й и Девлет), Военного совета (Сераскериату — Дар-и шура-й и аскери). Ряд послов и посольских служащих Османской империи в Австро-Венгрии, Германии, Греции, Италии, Великобритании, Франции и России относились к диаспоре.

### Высшее османское духовенство
Крымские татары были широко представлены и среди высшего мусульманского духовенства Османской империи. Среди них, Салих Мехмед-эфенди — глава всех османских улемов и авторитет в вопросах богословия и исламского права (1758—1759) — кадиаскера Анатолии и Румелии, муфтии различных рангов.

### Наука и искусство
Крымские татары внесли значительный вклад в историю развития османской науки — математики, химии, военного дела, медицины, так называемых «мусульманских» наук, в частности исламского права (фикх). Среди выходцев из Крыма было немало писателей, поэтов и историков. История реформ в сфере образования в Турции связана с именем учёного-математика конца XVIII — начала XIX века, государственного деятеля Джедид Хусейина Ривки Крымского.

## Иммиграция крымских татар в Турецкую республику (XX век)
С упадком Османской империи в последней четверти XIX века большинство крымских татар мигрировали в Анатолию.